# Xã Bruce, Quận Macomb, Michigan
Xã Bruce (tiếng Anh: Bruce Township) là một xã thuộc quận Macomb, tiểu bang Michigan, Hoa Kỳ. Năm 2010, dân số của xã này là 8.700 người.